# ليون فرنسيس فيليبس
ليون فرنسيس فيليبس (بالإنجليزية: Leon Francis Phillips)‏ هو كيميائي نيوزلندي، ولد في 1935.